# Korpijoki (vattendrag, lat 63,73, long 26,40)
Korpijoki är ett vattendrag i Finland. Det ligger i den centrala delen av landet, 400 km norr om huvudstaden Helsingfors. Korpijoki ligger vid sjön Osmanki.